# 齊藤壽彦
齊藤 壽彦（さいとう ひさひこ、1945年 - ）は、日本の経済学者。公益財団法人政治経済研究所代表理事。千葉商科大学名誉教授。学位は博士（商学）。千葉商科大学商経学部長、日本金融学会理事、証券経済学会理事を歴任。

## 概要
香川県出身。1968年慶應義塾大学経済学部を卒業。1970年慶應義塾大学大学院経済学研究科修士課程修了。1974年同大学院商学研究科博士課程単位取得。専門は金融論、金融政策、日本金融史、証券市場論、財政政策。近年は中小企業の事業性評価融資に関する研究などにも積極的に取り組み、研究分野の幅を広げている。

## 略歴
- 1974年4月 千葉商科大学商経学部 専任講師
- 1977年4月 千葉商科大学商経学部 助教授
- 1983年4月 千葉商科大学商経学部 教授
- 1983年4月 千葉商科大学大学院経済学研究科 教授
- 1996年4月 千葉商科大学経済研究所 所長[4]
- 2000年4月 千葉商科大学大学院政策研究科 教授
- 2010年5月 市川市都市政策審議会委員[5]
- 2016年4月 千葉商科大学名誉教授
- 2016年4月 千葉商科大学大学院政策研究科客員教授
- 2016年4月 千葉商科大学大学院経済学研究科客員教授
- 2017年4月 千葉商科大学大学院商学研究科客員教授

## 著作
- 『近代日本の金・外貨政策』 （慶應義塾大学出版会、2015年）
- 『信頼・信認・信用の構造ー金融核心論ー』（第3版、泉文堂、2014年）
- 『企業コンプライアンス』（尚学社、2013年、稲葉陽二等と共著）
- 『大震災後に考えるリスク管理とディスクロージャー』（同文館、2013年、太田三郎等と共著）
- 『金融ビジネスモデルの変遷』（日本経済評論社、2010年、粕谷誠等と共著）
- 『日本銀行総裁　結城豊太郎』（学術出版会、2007年）
- 『近代日本金融史文献資料集成（第28巻〜第33巻）』（日本図書センター、2005年）
- 『金融危機と地方銀行』（東京大学出版会、2001年、石井寛治等と共著）
- 『日本銀行金融政策史』（東京大学出版会、2001年、石井 寛治等と共著）
- 『近代日本の経済官僚』（日本経済評論社、2000年、波形昭一等と共著）

## 参考
千葉商科大学-研究者情報